# Pulau Semikat
Pulau Semikat is een bestuurslaag in het regentschap Langkat van de provincie Noord-Sumatra, Indonesië. Pulau Semikat telt 1048 inwoners (volkstelling 2010).